# محمد حاشي عبدي
محمد حاشي عبدي عرّبي (بالصومالية: Maxamad xaashi Cabdi Carabey)‏ سياسي صومالي رئيس مؤقت لولاية غلمدغ في الفترة ما بين 26 فبراير و3 مايو من عام 2017
ولد عرّبي في 15 فبراير 1972 في مدينة عابدواق
انتخب نائبا لرئيس ولاية غلمدغ في 4 يوليو 2015  وشغل المنصب حتى عام 2020 ويعمل حاليا في وزارة البترول والثروة المعدنية، ينحدر محمد حاسي من عشيرة مريحان، وهو عضو في حزب تايو.